# Duvnäs, Strömstads kommun
Duvnäs är ett bostadsområde på södra delen av ön Nordkoster i Tjärnö socken i Strömstads kommun i Västra Götalands län. SCB har för bebyggelsen avgränsat en småort namnsatt till Nord-Koster och Duvnäs. År 2010 hade småorten 98 invånare.